# Podgorica (gmina Sevnica)
Podgorica – wieś w Słowenii, w gminie Sevnica. W 2018 roku liczyła 90 mieszkańców.